# Бігеней
Бігене́й (рос. Бигеней) — присілок у складі Селтинського району Удмуртії, Росія.

## Населення
Населення — 5 осіб (2010; 25 в 2002).
Національний склад станом на 2002 рік:
- удмурти — 100 %

## Урбаноніми[3]
- вулиці — Бігенейська